# Saint-Germain-sur-Rhône
Saint-Germain-sur-Rhône là một xã trong tỉnh Haute-Savoie thuộc vùng Auvergne-Rhône-Alpes đông nam Pháp.